# 伍德斯托克鎮區 (密歇根州)
伍德斯托克鎮區（英語：Woodstock Township）是位於美國密歇根州萊納維縣的一個行政鎮區。

## 地方資料
伍德斯托克鎮區的面積為92.50平方千米，當中陸地面積為88.80平方千米，而水域面積為4.70平方千米。根據2020年美國人口普查的數據，當地共有人口3608人，而人口密度為每平方千米39.01人。